# کیم بیونگ-چان
کیم بیونگ-چان (انگلیسی: Kim Byung-chan; ۲۷ دسامبر ۱۹۷۰ – ۲۵ ژوئن ۲۰۱۵) وزنه‌بردار اهل کره جنوبی بود.
وی در مسابقات کشوری و بین‌المللی در مجموع برندهٔ ۲ مدال برنز شده‌است.